# Phraortes corniformis
Phraortes corniformis är en insektsart som beskrevs av Chen, S.C. och Yun He He 1993. Phraortes corniformis ingår i släktet Phraortes och familjen Phasmatidae. Inga underarter finns listade i Catalogue of Life.